# The Mask and Mirror
The Mask and Mirror és un àlbum de Loreena McKennitt que fou comercialitzat el 1994. L'àlbum és disc d'or als Estats Units.

## Llista de cançons
1. "The Mystic's Dream" – 7:40
2. "The Bonny Swans" – 7:18
3. "The Dark Night of the Soul" – 6:44
4. "Marrakesh Night Market" – 6:30
5. "Full Circle" – 5:57
6. "Santiago" – 5:58
7. "Cé Hé Mise le Ulaingt?/The Two Trees" – 9:06
8. "Prospero's Speech" – 3:23

## Informació de l'àlbum
- "The Mystic's Dream" es presentava en la minisèrie de televisió The Mists of Avalon el 2001, així com a la pel·lícula Jade de 1995.
- De "The Bonny Swans" n'ha estat fet a un vídeo.
- "The Dark Night of the Soul" es basa en el poema "Nit fosca de l'ànima" de Joan de la Creu.
- A "Santiago" se li posa el nom per la ciutat gallega Santiago De Compostela i també pel sant que porta el seu nom.
- "The Two Trees" pren la seva lletra d'un poema de William Butler Yeats.
- "Prospero's Speech" és el soliloqui final i epíleg de Prospero a The Tempest de William Shakespeare.
- "Marrakesh Night Market" ha estat cantat pel cantant grec Kalliopi Vetta al seu àlbum Sto Phos.

## Músics i personal tècnic
- Anne Bourne - violoncel, veus de fons
- Al Cross - tambors
- Nigel Eaton – hurdy gurdy
- Ofra Harnoy - violoncel
- Brian Hughes - guitarra, balalaica, guitarra elèctrica, oud, sitar elèctric
- Patrick Hutchinson - gaita, gaites Uillean
- George Koller - baix, violoncel, tamboura
- Rick Lazar - dumbek, percussió, tamborina, udu
- Donal Lunny - bouzouki, tambors, bodhran
- Hugh Marsh - violí
- Loreena Mckennitt - òrgan, sintetitzador, dumbek, piano, acordió, arpa, teclats, vocals, veus
- Ravi Naimpally - taula
- Abraham Tawfik - oud, nai
- Cordes - Kent Teeple, Mark Sabat, Sharon Prater, Douglas Perry, Moliner David, Morry Kernerman, Sylvia Lange, Susan Lipchak, Fujice Imajishi, David Hetherington, Heinz Boshard, Marie Berard, Andy Benac, Adele Armin
- Victoria Scholars – cor

### Producció
- Loreena McKennitt - productor, arranjador
- Margo Chase - disseny
- Jerzy Cichocki - director, director del cor
- Ann Cutting - fotografia
- Richard Evans - enginyer, mescla
- Russel Kearney - enginyer assistent
- Bob Ludwig – mastering
- John Naslen - enginyer
- John Welsman - arranjador, arranjaments de corda, arranjament de violoncels
- Jeff Wolpert - enginyer, mescla, productor assistent

## Posicions en llista
| Llista (1994)            | Millor posició |
| ------------------------ | -------------- |
| Australian Albums Chart  | 21             |
| Dutch Albums Chart       | 54             |
| Germany Albums Chart     | 18             |
| New Zealand Albums Chart | 15             |
| Spanish Albums Chart     | 6              |
| Swedish Albums Chart     | 25             |
| US Billboard 200         | 143            |
| US World Albums          | 1              |
| US New Age Albums        | 7              |